# Szyroke (rejon dnieprzański)
Szyroke (ukr. Широке) – wieś na Ukrainie, w obwodzie dniepropetrowskim, w rejonie dnieprzańskim, w hromadzie Sołone. W 2001 liczyła 789 mieszkańców, spośród których 736 wskazało jako ojczysty język ukraiński, 40 rosyjski, 9 mołdawski, a 4 ormiański.